# Dominique Lemoine
Dominique Lemoine (Tournai, Bélgica, 12 de marzo de 1966) es un exfutbolista belga que se desempeñaba como centrocampista.

## Clubes
| Club               | País    | Año       |
| ------------------ | ------- | --------- |
| Valenciennes F. C. | Francia | 1982-1983 |
| KV Cortrique       | Bélgica | 1983-1986 |
| KSK Beveren        | Bélgica | 1986-1989 |
| FC Mulhouse        | Francia | 1988-1990 |
| KV Cortrique       | Bélgica | 1990-1992 |
| R. E. Mouscron     | Bélgica | 1992-1997 |
| R. C. D. Espanyol  | España  | 1997      |
| Standard de Lieja  | Bélgica | 1997-1998 |
| RAEC Mons          | Bélgica | 1999-2000 |